# Otafuku Tholi
Gli Otafuku Tholi sono una struttura geologica della superficie di Venere.